# Nederland in de Tweede Boerenoorlog
Nederland heeft een speciale rol gespeeld in de Tweede Boerenoorlog (1899-1902). Deze werd en wordt door Afrikaners in Zuid-Afrika "Tweede Vryheidsoorlog" genoemd.

## Kaapkolonie en de Grote Trek

Vlag van de Oranje Vrijstaat, ontworpen door Koning Willem III

Vlag van de Zuid-Afrikaanse Republiek, gebaseerd op de Nederlandse vlag

In 1806 stond Nederland de Kaapkolonie af aan het Britten. Nederland bestond op dat moment de facto niet meer en was onderdeel geworden van het grote Franse Rijk van Napoleon. Napoleon was al vele jaren in oorlog verwikkeld met de Britten, die vooral leunden op hun suprematie ter zee en een sterke vloot. In 1805 was de gecombineerde Spaans/Franse vloot vernietigend verslagen door Lord Nelson bij Trafalgar. Daarmee was Frankrijk -en dus ook Nederland- afgesloten van overzeese gebiedsdelen. De Kaap werd verdedigd door een gecombineerd Frans/Nederlands garnizoen, maar dat was op zichzelf aangewezen en uiteindelijk geen partij voor de Britten.
De Kaap had vooral inwoners van Nederlandse afkomst, die het niet hoog ophadden met de nieuwe Britse gezaghebbers. Dat leidde tot sterk nationalistische gevoelens (zie ook Afrikanernationalisme). In het bijzonder met de opheffing van de slavernij in 1834 - en trokken de binnenlanden van Zuidelijk Afrika in: de Grote Trek. Een trek met ossenwagens waarbij bergen, rivieren en andere woeste landschappen werden getrotseerd. De Nederlandse en andere kolonisten en hun nazaten werden nu Boeren genoemd en vluchtten voor de Britse overheersing van de Kaap. Er waren echter ook vele Nederlandse kolonisten die inburgerden in de Britse Kaapkolonie.

## Eerste Boerenoorlog
De Boeren stichtten in de binnenlanden verschillende Boerenrepublieken, met Nederlands als taal, met als kerk de Nederlands-hervormde en andere protestante richtingen. Ze maakten hun eigen postzegels, vlaggen (vaak gebruik makend van de Nederlandse vlag of erop gebaseerd) en wetten.  
Toen plannen voor een federatie van alle blanke staten in Zuid-Afrika niet lukten, annexeerden de Britten Transvaal in 1877.
Protest van de Boeren leidde tot de Eerste Boerenoorlog of "Eerste Vryheidsoorlog" (1880-1881). De Nederlanders steunden de Boeren moreel, al was de verbondenheid niet erg groot meer. De Transvaalse Boeren bleken sterker dan verwacht. De annexatie door de Britten werd ongedaan gemaakt na hun verrassende nederlaag bij Majuba. Hierdoor kregen de Boeren ook in Nederland aandacht.

## Nederlandse steun

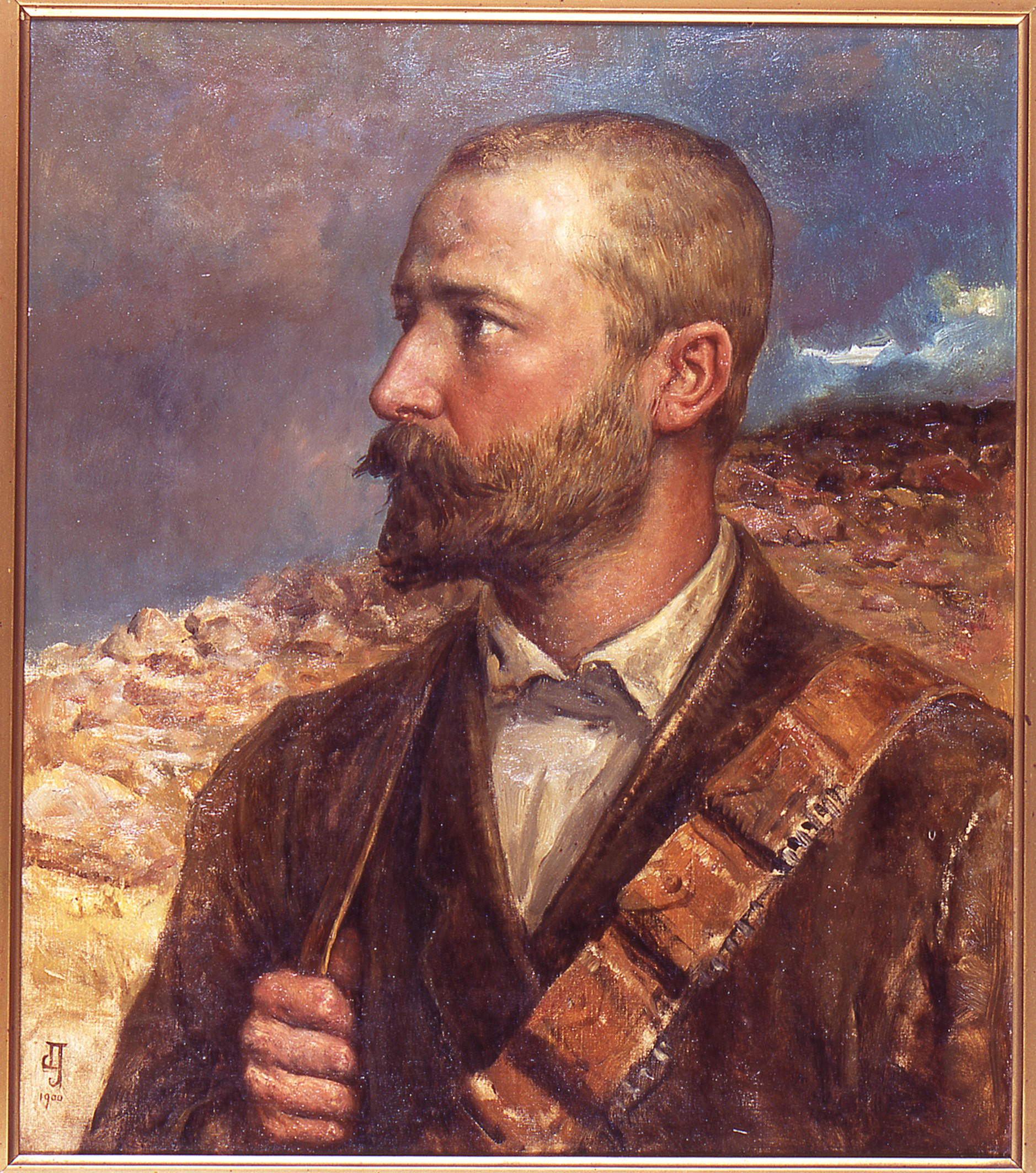
Portret van Nederlands vrijwilliger Herman Coster, door Johan Antoni de Jonge

Vanaf de Eerste Boerenoorlog werden de Boeren in Nederland als helden gezien. De Nederlanders vonden het geweldig dat hun nazaten in Afrika opgewassen waren tegen de oppermachtige Britten, destijds de traditionele vijanden. Er ontstond een groot enthousiasme voor de Nederlandse Boeren en een haat jegens de Britse kolonisten. Na 1880 was het nationalisme in Nederland opgebloeid, hoewel Nederland sinds 1790 veel aan status en macht had verloren. Zo werd de VOC, die ook Zuidelijk Afrika koloniseerde, opgeheven omdat ze bankroet was verklaard, een aantal koloniën ging over in Britse handen en de Nederlandse regering werd enkele malen erg beïnvloed door de Fransen. Ten slotte verloor Nederland kort na de oprichting van het koninkrijk een groot deel van de zuidelijke Nederlanden en een deel van Luxemburg aan het nieuw opgerichte koninkrijk België.

### Nederlandse vrijwilligers
Tijdens deze Tweede Boerenoorlog (1899 - 1902) werden de Boeren gesteund door de Nederlandse bevolking. De Nederlandse regering bemoeide zich niet met de oorlog om een conflict met de Britten te vermijden. Nederland profiteerde van de handel met de Britse kolonies. Hoewel er geen Nederlands leger naar Zuid-Afrika werd gestuurd, waren er ongeveer 2000 Nederlandse vrijwilligers die vochten tegen de Britten. Paul Kruger, oom Paul genoemd, vroeg echter wel Nederlandse steun. Er woonden in Zuid-Afrika ook veel Nederlanders die meevochten. Ze moesten echter wel veel leren. Volgens de Boeren konden zij geen paard rijden en niet schieten en hadden ze wel een grote mond. Een bekend lid van het zogenaamde Hollanderkorps was Herman Coster, die sneuvelde in de slag bij Elandslaagte, in oktober 1899.
Tussen de Boerenoorlogen waren er veel Nederlanders actief in de Boerenrepublieken, vooral in Transvaal. Zij waren vooral bouwmeesters en ontwerpers van infrastructuur. Ook waren veel Nederlanders direct of indirect actief in het bestuur van de Zuid-Afrikaansche Republiek. Nederland was echter niet het enige land dat de Boeren steunde, ook de Duitsers, Fransen, Zweden en Russen droegen bij aan de strijd tegen de Britten. Ook enkele Ieren en Canadezen kwamen aan de Boerenkant te staan hoewel hun landen meevochten in het Britse leger. Wat erg opmerkelijk is, is dat er Nederlandse Amerikanen meededen aan de strijd van de Boeren. Dit waren vroegere Nederlandse immigranten die naar de Nieuwe Wereld trokken.
De Nederlandse regering stelde zich zo neutraal mogelijk op. Het volk leefde erg mee, kranten werden aandachtig gelezen en er werden verenigingen opgericht voor steun aan de Boeren. Er werd geld ingezameld, maar er werden ook petities ondertekend die naar Engeland werden gestuurd om te laten zien dat de Nederlanders het niet eens waren met Engelsen.
Door het opbloeiende nationalisme, droomden enkelen van een 12e provincie -Flevoland bestond nog niet- in Afrika. Een economische vooruitgang, een enorm afzetgebied en sterkere positie voor de Nederlandse taal en cultuur. Ook de Transvaalse president Thomas François Burgers sprak over een "Groot-Holland onder het Zuiderkruis".

### Nederlandse militair attaché's
| Naam                        | Rang         | Onderdeel | Wapen      | Bijzonderheden                                   |
| --------------------------- | ------------ | --------- | ---------- | ------------------------------------------------ |
| Jhr. Johan Hendrik Ram      | kapitein     | KNIL      | Infanterie |                                                  |
| Carolus Johannes Asselbergs | 1e luitenant | KNIL      | Infanterie |                                                  |
| Mathijs Jan Nix             | 1e luitenant | KNIL      |            | Gesneuveld bij het beleg van Bloemfontein (1900) |
| Lodewijk Thomson            | 1e luitenant | KNIL      |            |                                                  |

## Koningin Wilhelmina in de Tweede Boerenoorlog

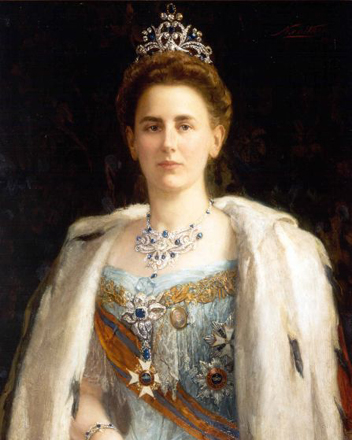
Koningin Wilhelmina

Koningin Wilhelmina was ongetwijfeld het staatshoofd dat zich het meest inzette voor de Boeren tijdens de Tweede Boerenoorlog (1899 - 1902). Zij heeft verschillende pogingen gedaan om de oorlog tussen Engelsen en de Nederlandse stamverwanten in het voordeel van de Boeren te beslechten. Omdat Nederland militair in die tijd geen partij was voor Engeland, dacht zij de oorlog te kunnen stoppen in samenwerking met grootmachten als Duitsland, Frankrijk en Rusland, die ook uitgesproken pro-Boer waren in deze oorlog. Ze kreeg echter geen officiële steun van deze regeringen en moest ook aan de Nederlandse neutraliteit denken. Steun van het Nederlandse volk had zij duidelijk wel.

### Brief aan koningin Victoria
Haar eerste poging om de Boerenoorlog te voorkomen was het sturen van een persoonlijke brief op 8 september 1899, met medeweten van het Nederlandse kabinet, aan de Britse koningin Victoria. Zij wees het machtige Engeland erop beginselen van menselijkheid, recht en grootmoedigheid te laten gelden. Binnen een maand kreeg Wilhelmina een kort briefje terug waarin stond dat het van de redelijkheid van Paul Kruger afhing of er een oorlog zou uitbreken of niet.

### Vredesconferentie in Den Haag
In de zomer van 1899 werd in Nederland een internationale conferentie gehouden, waarin regels over oorlogvoering werden vastgelegd. Het initiatief hiervoor lag bij tsaar Nicolaas II van Rusland. Wilhelmina werd erevoorzitster. De bedoeling was de conferentie in een neutraal land te laten houden. Daarom werd er aan kleine landen als België en Denemarken gedacht. Uiteindelijk werd ze in Nederland gehouden. Omdat de Trêveszaal niet geschikt was, stelde Wilhelmina het Huis ten Bosch open voor de conferentie. Rusland wilde veel landen uitnodigen, maar enkele landen stelden eisen. Italië wilde geen afgevaardigden sturen als de paus dat ook deed. Hierom werd het Vaticaan niet uitgenodigd. Engeland wilde geen afgevaardigden laten plaatsnemen van de Zuid-Afrikaanse Republiek of de Oranje Vrijstaat. Daarom schreef Wilhelmina:
‘Onze stamverwanten werden zodoende dus op de conferentie gebannen’.
Tsaar Nicolaas II deed hier niets aan.

### Begin van de oorlog
In 1899 verklaarde Paul Kruger de Britten de oorlog. De Britten hadden de oorlog uitgelokt, maar zij en vele anderen beschouwden de oorlog als de schuld van Paul Kruger.

### Brief aan keizer Wilhelm II
Wilhelmina liet het niet bij een brief aan koningin Victoria. Ook aan keizer Wilhelm II van Duitsland schreef ze een brief. De Boerenoorlog was nu een half jaar aan de gang en leek te verlopen in het voordeel van de Boeren, die overwinningen boekten op de Britten. Wilhelmina schreef in de brief:
‘Euer Majestät, Lieber und sehr verehrter Vetter!’
met als verzoek:
‘das schlimmste von den Buren abzuwenden durch eine Intervention bei England mit den andern Mächten’
Ze verzocht hier om een interventie tegen de Britten. Na een week kreeg zij een brief van elf kantjes terug met daarin een afwijzing. Wilhelmina antwoordde hierop met een kort bedankbriefje.

### Afwijzing van Rusland
Zij wist echter al dat zij van tsaar Nicolaas II uit Rusland ook niets meer hoefde te verwachten. Op 13 maart kreeg de Nederlandse minister van Buitenlandse Zaken een telegram van een gezant in Pietersburg, in Transvaal. De Russische minister van Buitenlandse Zaken liet hem weten dat zijn regering geen interventiemacht zou oprichten. Maar de Russische regering hoopte wel dat er een bemiddeling zou zijn tussen de grootmachten om de oorlog te laten ophouden. Toch schreef ze hem nog in het Frans, de diplomatieke taal van Europa destijds, een aanbevelingsbrief voor de Boerendelegatie die door Europa reisde om aandacht te vragen voor de oorlog. In augustus 1900 kreeg zij echter weer een afwijzingsbrief uit Rusland.

### Paul Kruger in veiligheid

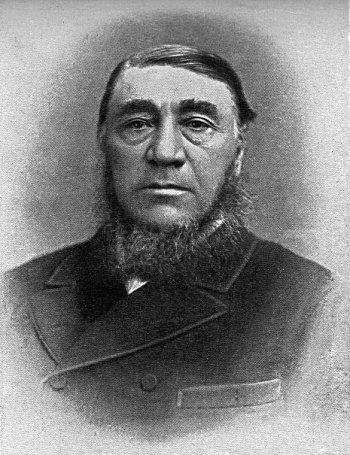
Paul Kruger

Paul Kruger, de president van de Boeren in Transvaal, vluchtte na de bezetting door de Britten van Pretoria naar Portugees-Oost-Afrika (Lourenço Marques). Hier werd Kruger opgehaald door een Nederlands oorlogsschip, de Gelderland. Minister van Buitenlandse Zaken W.H. de Beaufort benadrukte bij de Engelse ambassadeur dat deze actie enkel bedoeld was om de verhitte gemoederen bij het Nederlandse publiek te kalmeren. Kruger kon niet worden meegenomen door het schip Friesland, een pantserdekschip dat eerder in het vroegere Moçambique lag om vluchtelingen uit de twee Boerenrepublieken op te vangen. Dit schip was echter al op weg naar Nederlands-Indië. In Nederland aangekomen werd Kruger door enthousiaste mensenmassa's toegejuicht. Het onthaal van Kruger in Nederland was werkelijk zeer groots. Per trein reisde hij door Nederland en op ieder station stonden duizenden mensen, terwijl het Transvaalse volkslied gespeeld werd door een orkest en de vlaggen van de twee boerenrepublieken gehesen waren.

## Na de oorlog
In veel grote steden waaronder Amsterdam, Rotterdam, Utrecht en Den Haag zijn wijken met herinneringen aan de helden in Zuid-Afrika. De Transvaalwijk in Leeuwarden en Transvaalbuurt in Amsterdam met onder andere Oranje-Vrijstaatkade en het Transvaalkwartier in Den-Haag met straatnamen als Transvaalkade, Krugerstraat, Krugerplein, Joubertstraat, Oranje Vrijstaatkade, Pretoriusplein, Afrikanerplein en De La Reyweg. In andere Nederlandse steden en dorpen werden zelfs grote standbeelden en monumenten van generaals en presidenten van de beide republieken onthuld. In Nederland verschenen ook veel publicaties over de oorlog, zowel van Nederlandse oorlogsvrijwilligers, Nederlandse kolonisten uit Zuid-Afrika als van Zuid-Afrikaanse strijders en verslagen van vrouwen uit concentratiekampen. Veel van deze geschriften werden vanuit het Nederlands vertaald in het Engels en soms in andere talen, zoals Duits, Frans en Russisch.
De Engelsen bleven in Nederland impopulair tot 1940, toen Groot-Brittannië en Nederland door schending van de Nederlandse neutraliteit door de Duitsers bondgenoten werden in de Tweede Wereldoorlog.